# Великие Четьи-Минеи

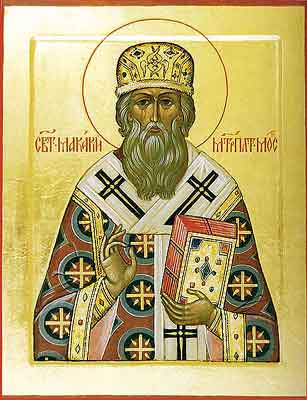
Митрополит Макарий

«Вели́кие Че́тьи-Мине́и», или «Великие Минеи-Четьи» (от слав. «читать» и церк.-слав. минíа; греч. μηναῖα — мн. ч. от μηναῖος — месячный) — Четьи-Минеи, русский свод оригинальных и переводных памятников, составленный в 1530—1541 годах архиепископом Новгородским Макарием (впоследствии митрополитом Московским и всея Руси) и включающий в основном тексты житийные и риторические, церковно-учительного и исторического характера: краткие и пространные жития святых, патерики, книги Священного Писания с толкованием, творения отцов Церкви и др.; состоит из 12 книг-миней. Наиболее полные Четьи-Минеи.

## Текстология и история
Известны в четырёх списках:
1. Список московского Успенского собора. Сохранился полностью. До Революции 1917 года хранился в Московской синодальной библиотеке.
2. Царский список. Писан для царя Ивана Грозного. Без марта и апреля. Неполный.
3. Список Софийской библиотеки. Неполный.
4. Список Чудова монастыря. Незавершённый.

Описание первых двух списков было дано А. В. Горским и К. И. Невоструевым с дополнениями Е. В. Барсова в 1884 году.
Софийский (Новгородский), Успенский и Царский списки являются «чистовыми», полностью завершёнными. Фактически представляют собой три самостоятельных редакции, три 12-томных книжных свода («цикла»). К настоящему времени из 12 книг Софийского списка сохранилось 8 (утрачены экземпляры за декабрь, январь, март и апрель). Успенский список единственный из всех трёх сохранился в полном составе. От Царского списка сохранились 10 томов (отсутствуют книги за март и апрель).
Сборник был составлен под руководством архиепископа Новгородского Макария, впоследствии митрополита Московского и всея Руси в 1530—1541 годах.
Созданию «Великих Четьих-Миней» предшествовала масштабная составительская и редакторская работа: отбор материала и распределение его по томам и внутри каждого тома по дням месяца; сплошная и существенная идейно-стилистическая переработка всего разнообразного материала, которая осуществлялась с тем, чтобы выдержать изложение в едином торжественном и велеречивом стиле «второго монументализма». Как правило, включение памятника в «Великие Четьи-Минеи» приводило к созданию его новой редакции. Это особенно прослеживается на примере житий. При сборе материала, часто копировавшегося с поздних, испорченных списков, производилось исправление «древних пословиц»: на основе древнейших писались новые редакции, делались новые переводы или производилась сверка и исправление переводных библейских, житийных и других произведений по их греческим оригиналам. Так, В. П. Адрианова-Перетц выявила исправления по греческому оригиналу в тексте Жития Алексея человека Божия, включенного в текст под 10 ноября.
Формирование трёх беловых списков продолжалось около 25 лет. Сведения о последовательности составления дают вкладные записи и предисловия архиепископа Макария («Летописцы»), предпосланные томам. Создание Софийского свода «Великих Четьих-Миней» началось в Новгороде в 1529/1530 году и длилось в течение 12 лет. По свидетельству вкладных записей 12 книг Софийского списка были вложены Макарием в новгородский Софийский собор «на помин души» его родителей в 1541 году. 12 книг Успенского списка Макарий вложил «на память своей души и по своих родителех в вечный поминок» в Успенский Крёмлевский собор в 1552 году. Работа над Царским списком, предназначавшимся для Ивана IV, продолжалась ещё в 1554 году. Софийский список составлялся при новгородском архиепископском доме Макария трудами «многих различных писарей» и книжников, не только переписывавших произведения, но и переделывавших их и осуществлявших новые переводы и «исправления» по греческим оригиналам, «от иностранных и древних пословиц переводя на русскую речь», — как писал об этом в предисловии Макарий.
Для формирования первоначального состава «Великих Четьих-Миней» были привлечены материалы всех подвластных архиепископу Макарию новгородских и псковских библиотек (Софийской, Вяжицкой, Отенской и др.). Работа над Успенским и Царским списками частично также проводилась в Новгороде (например, копирование текстов Софийского списка). Став митрополитом всея Руси, Макарий уже мог привлекать к работе писцов и книжников различных городов и монастырей со всех концов России. Окончательное оформление этих списков происходило, вероятно, под его наблюдением в Москве, в его митрополичьем скриптории. Писцы работали не только в книгописных мастерских митрополита в Новгороде и Москве, но и по велению царя переписывали книги также в других городах России.
По предварительным наблюдениям В. А. Кучкина над ноябрьской книгой, Софийский, Успенский и Царский списки имеют сложные текстологические взаимосвязи. В копию, снятую около 1542 года с Софийского списка ноябрьской минеи, в течение 5 лет (с 1542 по 1547 годы) вносились дополнительные тексты (например, Толковое Евангелие). Окончательно Успенский список минеи за ноябрь был сформирован лишь около 1550 года. Работа над самым поздним, Царским, списком за ноябрь велась новгородскими и московскими мастерами в два приёма, с привлечением материалов Софийского и Успенского списков. Е. В. Барсов отмечал существенные отличия Софийского списка от состава обоих московских списков. Последние почти в два раза превышают его по объему, благодаря пополнению житиями русских святых, созданными в связи с канонизацией на соборах 1547 и 1549 годов (Житие Иосифа Волоцкого и др.), вступительными «Летописцами», излагавшими содержание и историю создания «Великих Четьих-Миней», словами Григория Цамблака, «Откровением Мефодия Патарского», сборниками сочинений отдельных авторов или библейскими книгами, Златой чепью, Пчелой и др.
Кроме трёх основных списков (Софийского, Успенского и Царского) известны более поздняя сокращенная редакция майской книги «Великих Четьих-Миней» 1569 года, ранние черновые списки «Великих Четьих-Миней», например, декабрьской книги, а также редакции XVII—XVIII веков.

## Авторство
Архиепископ Макарий, вероятно, был автором замысла создания «Великих Четьих-Миней», определял их состав и участвовал в окончательном их редактировании. Степень его личного участия в этом своде как писателя (помимо уже атрибутированных ему сочинений) не известна.
К созданию «Великих Четьих-Миней» были привлечены широкие круги русских писателей, переводчиков, книжников и переписчиков, как известные публицисты и агиографы, например, Зиновий Отенский, Лев Филолог, Василий Михайлович Тучков, Ермолай-Еразм, дьяк Дмитрий Герасимов, пресвитер Илья, псковский священник-агиограф Василий-Варлаам и др., так и неопытные авторы единственного сочинения, написанного для «Великих Четьих-Миней» по поручению Макарием. Во спасение души для «Великих Четьих-Миней» писали труды и высшие церковные иерархи, такие как новгородский архиепископ Феодосий, епископ Крутицкий Савва Чёрный, епископ Вологодский и Владимирский Иоасаф. Имена писцов, копировавших тексты, наиболее полно сохранились на полях Царского списка.

## Кодикология
Составители стремились к примерному равенству объёма всех 12 книг. Внешнее оформление «Великих Четьих-Миней» выдержано в стиле «второго монументализма». Размеры 12-томного книжного свода соответствуют названию «Великие» минеи, в отличие от значительно меньших по объёму миней домакарьевского состава. Каждая из них 12 книг «Великих Четьих-Миней» насчитывает от 1500 до 2000 листов форматом в развёрнутый александрийский лист. Книги написаны полууставом разных почерков в две колонки и изукрашенных изящными заставками нововизантийского стиля. Заглавия выполнены чёткой киноварной вязью. Отдельные сюжеты иллюминированы. На части книг сохранились переплеты XVI века с обрезом досок по размеру листов, обтянутые кожей, украшенной богатым тиснением. На средниках позеленевшей меди вязью вырезаны названия месяца.

## Состав
«Великие Четьи-Минеи» были задуманы Макарием как многотомный сборник «всех книг четьих», «чтомых» на Руси, но преимущественно «святых», предназначавшихся для душеполезного чтения. Состав был подобран и утвержден церковью и должен был регламентировать годовой круг чтения на каждый день.
Состав памятника масштабен, разнообразен и представлен различными жанрами. «Великие Четьи-Минеи» представляют собой свод почти всех произведений церковно-повествовательного и духовно-учительного характера. Сборник состоит из 12 книг, на каждый месяц года, начиная с 8 сентября.
Основу «Великих Четьих-Миней» составили материалы миней домакарьевского состава и Пролога (Синаксаря) — Стишного и второй (Славянской) редакции, а также Торжественников. Также они включили агиографические сочинения, жития и мучения святых, русские и переводные, полные тексты патериков (Азбучно-Иерусалимского, Египетского, Синайского, Скитского, Сводного и Киево-Печерского), библейские книги (Евангелия, Апокалипсис и др.), толковые Псалтири, праздничные и похвальные слова, поучения, послания, толкования, сочинения отцов церкви — Василия Великого, Григория Богослова, целые сборники (Златоуст, Златоструй, Маргарит и др.), «Тактикон» Никона Черногорца, разнообразные исторические и публицистические произведения, сказания и «хождения», документальные материалы (уставы, акты, грамоты и др.), Кормчая книга и апокрифы.
Особое значение при составлении «Великих Четьих-Миней» уделялось их внешнему оформлению и соблюдению композиции, расположения материала по годичному кругу церковного календаря. В каждой из 12 книг по типу домакарьевских миней и прологов произведения подобраны и расположены в порядке дней, на которые приходится память святого. Часть материала, которая не имела связи с именем какого-либо святого и поэтому не могла быть распределена по порядку дней календаря, была размещена в конце книги, в последних числах месяца.

## Значение
А. С. Орлов относил «Великие Четьи-Минеи» архиепископа Макария к числу книг «энциклопедического вида» эпохи русского средневековья.
«Великие Четьи-Минеи» сохранили от гибели многие литературные памятники. Также они зафиксировали состав книг, которые особенно ценились и были наиболее распространены в среде грамотных людей рубежа XV—XVI веков. Сбор книг по городам и монастырям Руси способствовал формированию будущей Патриаршей (Синодальной) библиотеки.

## Влияние
В XVII веке «Великие Четьи-Минеи» были положены в основу Миней Четьих Чудовских 1600 года, Германа Тулупова и Иоанна Милютина. В конце XVII — начале XVIII веков они составили основу «Книги житий святых» (Четьих-Миней) Дмитрия Ростовского, который завершил замысел Макария о заполнении произведениями всех дней годового круга чтения.
Особой популярностью «Великие Четьи-Минеи» пользовались в среде старообрядцев. Выписки из них имеются в составе старообрядческих сборников, «Цветников». В подражание «Великим Четьим-Минеям» Андрей Денисов составил свои Четьи Минеи для Выговской пустыни.

## Издания и перевод
Научное издание «Великих Четьих-Миней» по трём спискам было частично осуществлено в 1863—1916 годах Императорской археографической комиссией (трудами П. И. Савваитова и М. О. Кояловича). Неизданными остались книги за январь (11 числа), февраль, март, май, июнь, июль и август, ноябрь (с 26 числа). В этом издании Успенский список ошибочно именуется Царским.
В 1910—1913 годах издание памятника было предпринято Московской старообрядческой книгопечатней при журнале «Златоструй», но оно имеет выборочный характер и также не завершено.
На начало XXI века «Великие Минеи-Четьи» полностью в печатном или электронном виде не изданы.
Русский перевод «Великих Четьих Миней» начат в 2016 году по инициативе интернет-портала «Русская вера». Переводчик — Кирилл Меламуд.

## Изучение
Изучение «Великих Четьих-Миней» началось ещё в конце XVII века с описания их состава, когда справщик Печатного двора, монах Евфимий, составил краткое «Оглавление» «Великих Четьих-Миней» по Успенскому списку. В 1847 году «Оглавление» опубликовано В. М. Ундольским. Последующие описания состава «Великих Четьих-Миней» принадлежат Савве (1858), Иосифу (1892; полное оглавление Успенского списка), А. В. Горскому и К. И. Невоструеву (научное постатейное описание «Великих Четьих-Миней» с 1 сентября по 26 мая; подготовлено к изданию в 1884 и 1886 годах Е. В. Барсовым) и Т. Н. Протасьевой (дополнила это описание невошедшими материалами и указаниями русских оригинальных статей в Успенском и Царском списках).

## Комментарии
1. ↑  Четьи-Минеи — че́тьи (предназначенные для домашнего или келейного чтения) сборники, содержащие тексты житийного и поучительного характера[1], расположенные по дням месяцев.

## Издания
- Буслаев Ф. И. Историческая хрестоматия церковно-славянского и древнерусского языков. — М., 1861. — Стб. 771—784 (отрывки);
- Великие Минеи Четии, собр. Всерос. митр. Макарием / Изд. Археограф. комиссией. — Т. 1. Сентябрь, дни 1—13. — СПб., 1868; Сентябрь, дни 14—24. — СПб., 1869; Сентябрь, дни 25—30. — СПб., 1883; Октябрь, дни 1—3. — СПб., 1870; Октябрь, дни 4—18. — СПб., 1874; Октябрь, дни 19—31. — СПб., 1880; Ноябрь, дни 1—12. — СПб., 1897; Ноябрь, дни 13—15. — СПб., 1899; Ноябрь, день 16. — М., 1910; Ноябрь, дни 16—17. — М., 1911; Ноябрь, дни 16—22. — М., 1914; Ноябрь, дни 23—25. — М., 1916 (1917); Декабрь, дни 1—5. — М., 1901; Декабрь дни 6—17. — М., 1904; Декабрь, дни 18—23. — М., 1907; Декабрь, день 24. — М., 1910, Декабрь, дни 25—31. — М., 1912; Декабрь, день 31. — М., 1914 (вып. 14, тетрадь 1 — не до конца); Январь, дни 1—6. — М., 1910; Январь, дни 6—11. — М., 1914; Апрель, дни 1—8. — М., 1910; Апрель, дни 8—21. — М., 1912; Апрель, дни 22—30. — М., 1916;
- «Книга, глаголемая Козмы Индикоплова» из рук. Моск. главн. архива МИД. Минея Четья митрополита Макария (новгородский список; XVI в. Месяц август, дни 23—31 (собр. кн. Оболенского № 159) / Изд. Общества любителей древней письменности. — СПб., 1886, № 86);
- Из Великих Миней Четьих Макария / Подгот. текста и ком. Н. Ф. Дробленковой, пер. Н. Ф. Дробленковой и Г. М. Прохорова // Памятники литературы Древней Руси. 2-я пол. XVI в. — М., 1986. — С. 478—549, 625—634;
- Из Великих Миней Четьих митрополита Макария // Библиотека литературы Древней Руси / РАН. Институт русской литературы (Пушкинский Дом); Под ред. Д. С. Лихачева, Л. А. Дмитриева, А. А. Алексеева, Н. В. Понырко. — СПб. : Наука, 2003. — Т. 12 : XVI век. — 624 с.